# Dratchevitsa (Demir Kapiya)
Dratchevitsa (en macédonien Драчевица) est un village du sud de la Macédoine du Nord, situé dans la municipalité de Demir Kapiya. Le village ne comptait aucun habitant en 2002. 